# Condado de Montague
O Condado de Montague é um dos 254 condados do estado norte-americano do Texas. A sede do condado é Montague, e sua maior cidade é Montague.
O condado possui uma área de 2 431 km² (dos quais 20 km² estão cobertos por água), uma população de 19 117 habitantes, e uma densidade populacional de 8 hab/km² (segundo o censo nacional de 2000).
O condado foi criado em 1857.